# الکساندر سافرونوف
الکساندر سافرونوف (اوکراینی: Олександр Олександрович Сафронов؛ زادهٔ ۱۱ ژوئن ۱۹۹۹) بازیکن فوتبال اهل اوکراین است.
وی همچنین در تیم‌های ملی فوتبال Ukraine national under-18 football team, Ukraine national under-19 football team، و زیر ۲۰ سال اوکراین بازی کرده‌است.